# Henry Dunant, du rouge sur la croix

Henry Dunant, du rouge sur la croix est un téléfilm français réalisé par Dominique Othenin-Girard et diffusé pour la première fois en 2006.

## Synopsis
Algérie, mai 1859. Administrateur de la banque Bourg-Thibourg, en Haute Kabylie, Henry Dunant doit faire face à la révolte de colons affamés par une sécheresse chronique. Le jeune homme, issu de la grande bourgeoisie genevoise, n'en est pas moins ouvert aux questions sociales, révolté par les conditions de vie des indigènes et des pieds-noirs, décidé à soulager leur peine en œuvrant à l'édification d'un barrage. À cette fin, il va devoir plaider sa cause devant Napoléon III. En route vers Paris, Henry fait escale en Suisse dans la demeure familiale où il apprend le mariage prochain de son frère aîné Daniel avec Léonie Bourg-Thibourg, la fille de son employeur. Lors d'une fête donnée à cette occasion, Dunant s'effondre, victime d'une crise de paludisme. Il est soigné par son grand-père médecin, Hubert, et par l'assistante de ce dernier, Cécile, qu'il a connue enfant et qui est devenue une ravissante jeune femme. Convalescent, Henry reçoit la visite de son ami le journaliste Samuel Lowenthal, qui lui apprend que l'empereur des Français n'est pas aux Tuileries, mais sur les champs de bataille italiens, où il combat les troupes de François-Joseph Ier d'Autriche...

## Fiche technique
Sauf indication contraire, les informations mentionnées dans cette section peuvent être confirmées par la base de données cinématographiques IMDb,  présente dans la section « Liens externes ».
- Réalisateur : Dominique Othenin-Girard
- Scénario : Claude-Michel Rome
- Genre : téléfilm biographique
- Durée : 98 minutes
- Dates de première diffusion :
  - Suisse : 14 mars 2006 (Suisse romande) ; 17 avril 2006 (Suisse alémanique)
  - Belgique : 31 mars 2006
  - France : 27 février 2007 (France 2)

## Distribution
- Thomas Jouannet : Henry Dunant
- Émilie Dequenne : Cécile Thuillier
- Noémie Kocher : Léonie Bourg-Thibourg
- Michel Galabru : Hubert Dunant
- Jean-François Balmer : Adolphe Thuillier
- Vincent Winterhalter : Louis Appia
- Samuel Labarthe : Daniel Dunant
- Vania Vilers : Pierre Bourg-Thibourg
- Henri Garcin : le général Dufour
- Fritz Karl : le colonel Delaroche
- Fritz von Friedel : von Eckert
- Tom Novembre : Napoléon III
- Anne Comte : Sophie Dunant
- Pascal Vincent : Samuel Lowenthal